# Jean-Baptiste Massillon

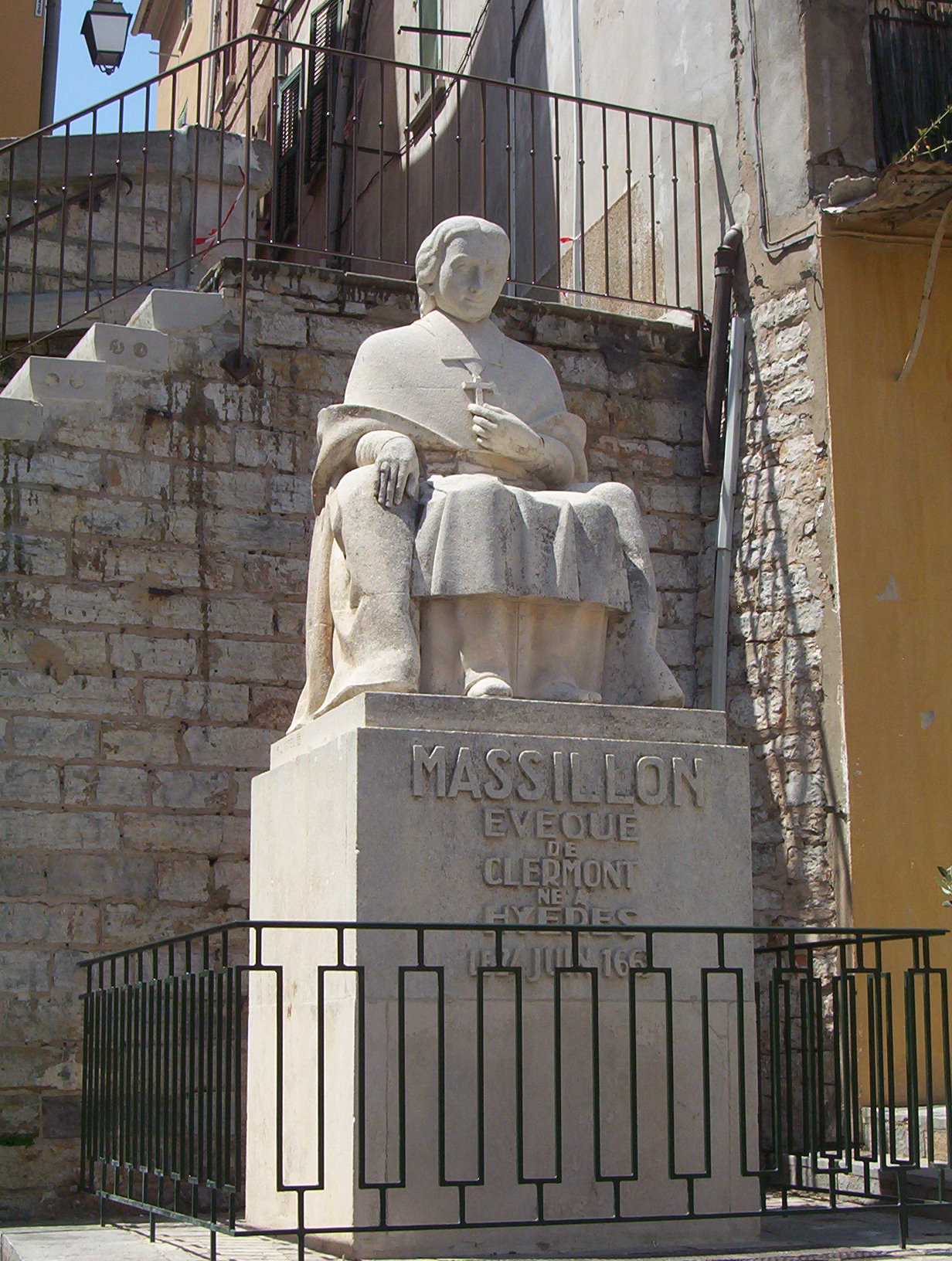
Estàtua de Massillon, a la plaça Massillon a Hyères

Jean-Baptiste Massillon, (Hyères (Var), 24 de juny de 1663 - Beauregard-l'Évêque, 28 de setembre de 1742) va ser un clergue francès, bisbe de Clermont a l'Alvèrnia.

## Biografia
Es va unir a la congregació dels oratoriens, presents a Hyères, als divuit anys i ensenyà als col·legis de l'orde i al seminari de Viena del Delfinat. El 1691 va pronunciar l'oració fúnebre del bisbe de Viena, Henri de Villars, i dos anys després feu la de l'arquebisbe de Lió, Camille de Neufville de Villeroy el 1693.
Molt aviat, va obtenir fama de gran predicador i el 1700 predicà l'advent a Versalles davant Lluís XIV. Pronuncià diverses oracions fúnebres, entre elles les dels princes du sang, Príncep de Conti (1709), el Gran Delfí (1711), i les del rei (1715).
A la parisenca abadia de Saint-Denis pronuncià l'oració fúnebre de la duquessa d'Orléans (la famosa princesa Palatine), mare de Felip d'Orleans, Regent de França el 1722.
Va ser nomenat bisbe de Clermont el 1717, i elegit membre de l'Académie française el 1718. Els seus sermons conegueren nombroses edicions i les seves Œuvres complètes van ser publicades diverses vegades al curs del segle xix. Voltaire en va dir paraules elogioses.
Hi ha una rue Massillon a París (dins l'île de la Cité), una École Massillon i un carrer i escola Massillon a Clermont-Ferrand.

## Obres sobre Massillon

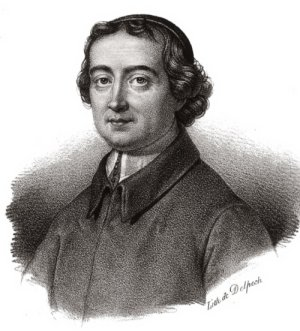

- Abbé Blampignon : Massillon, d'après des documents inédits (Paris, 1879)
- Abbé Blampignon : L'Épiscopat de Massillon d'après des documents inédits, suivi de sa correspondance (Paris, 1884)
- D'Alembert: Eloge de Jean-Baptiste Massillon
- Chateaubriand: Capítol III, de Génie du christianisme
- Ferdinand Brunetière: L'Éloquence de Massillon "Études critiques" (Paris, 1882)
- Père Ingold : L'Oratoire et le jansénisme au temps de Massillon (Paris, 1880)
- Michel Cohendy, « Correspondances, Décisions, Ordonnances et autres œuvres inédites de Jean-Baptiste Massillon, Évêque de Clermont » "Bulletin Historique et Scientifique de l'Auvergne", 1882, tome XXIV, p. 145-320.
- Marcel Laurent, « J. Soanen et J.-B. Massillon », a "Chroniques de Port-Royal", 1975, p. 41-100.
- Marcel Laurent, « Massillon et le Cardinal de Bissy », a "Études sur Massillon", Institut d'Études du Massif Central, 1975.
- La mediateca d'Hyères les Palmiers conserva obres biogràfiques sobre Massillon.